# 壽生命保険
壽生命保険株式会社（ことぶきせいめいほけん）は、1920年（大正9年）3月に設立された生命保険会社。
秋田鉄道の創業者である河東田経清、平田章千代らにより、万壽生命保険株式会社（まんじゅせいめいほけん）として資本金200万円で設立。1924年（大正13年）6月に壽生命保険に改称。設立直後より不景気に見舞われ、また、関東大震災によって本社が類焼するなど、極度の不振が続いた。主務省である商工省の、不振保険会社の整理統合を進めるべきとの方針もあり、1933年（昭和8年）、後に日本生命保険に統合される愛国生命保険へ包括移転。
1933年（昭和8年）（4月31日）時点の契約件数は17,040件であった。